# 龙树镇 (鲁甸县)
龙树镇，是中华人民共和国云南省昭通市鲁甸县下辖的一个镇。
2012年9月22日，云南省人民政府批复同意撤销龙树乡，设立龙树镇。

## 行政区划
龙树镇下辖以下地区：
龙树村、新乐村、照壁村和塘房村。